# Bellmansparken

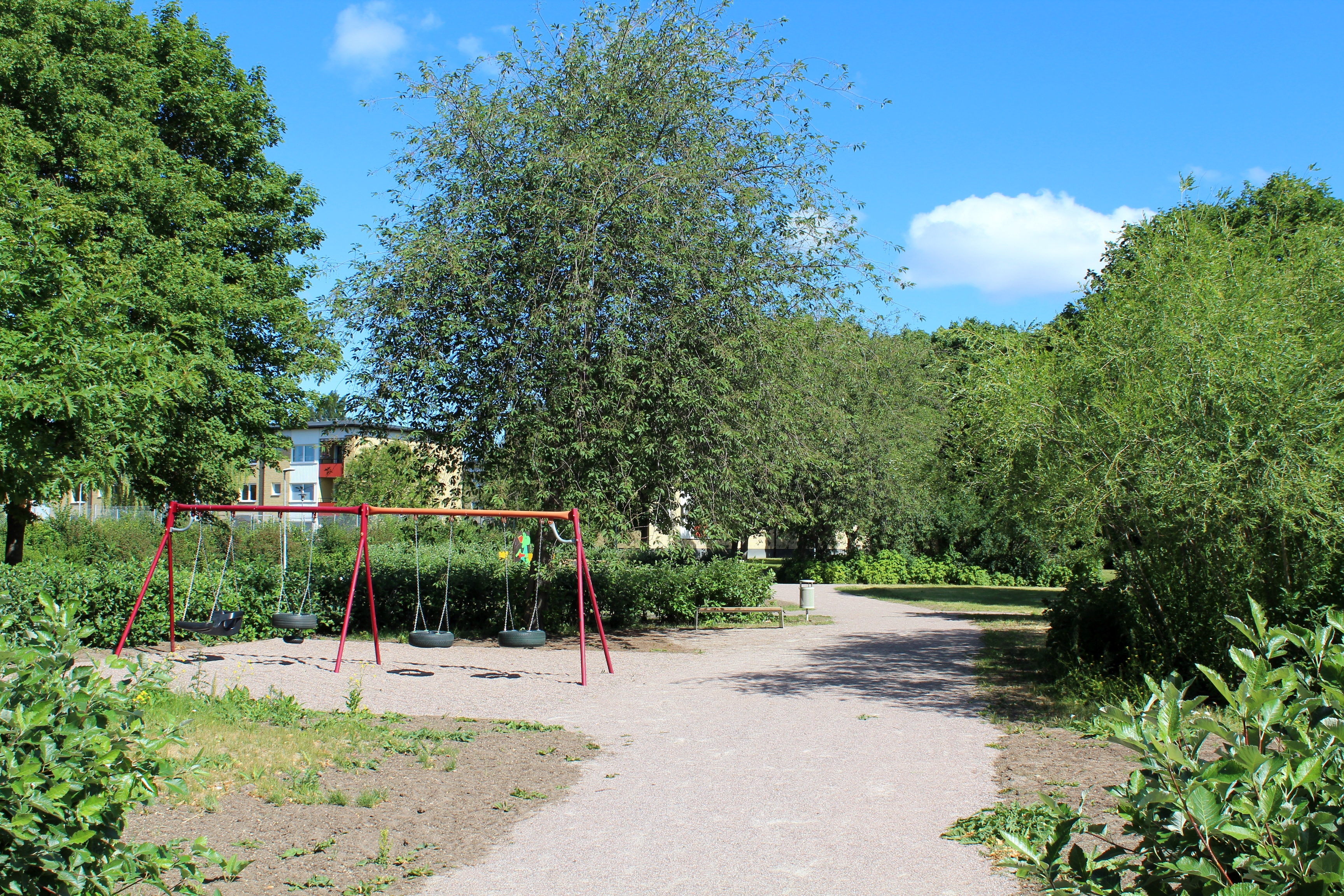
Gunga i Bellmansparken.

Bellmansparken är en park i Uppsala i stadsdelen Löten. Där finns en lekplats.